# 이라하라촌
이라하라촌(伊良原村)은 일본 후쿠오카현 미야코군에 있던 촌이다. 현재의 미야코정의 일부에 해당한다.